# Szakácsi
Szakácsi község Borsod-Abaúj-Zemplén vármegyében, az Edelényi járásban.

## Fekvése
Edelénytől északkeletre fekszik. Belterülete közúton Lak irányából a 2616-os útból kiinduló 26 134-es úton, Abod felől pedig egy, a 2615-ös útból kiágazó, szilárd burkolatú, de számozatlan önkormányzati úton. Közigazgatási területén ágazik ki az előbbi útból a 26 133-as út, amely a zsákfalunak tekinthető Irotára vezet.

## Története
Szakácsi nevét 1300-ban említették először az oklevelek Zakachy alakban írva. 1300-ban egy oklevél egy idevaló nemest említett, aki borsodi ügyben tanúskodott. A falu a török időkben elpusztult, de később újratelepült. Sokáig a Rákócziak birtoka volt.
A településnek az 1910-es népszámlálás adatai szerint 376 lakosa volt, ebből 369 magyar, 6 szlovák volt, melyből 154 római katolikus, 81 görögkatolikus, 122 református.

## Közélete

### Polgármesterei
- 1990–1994: Mikó Béla (független)[3]
- 1994–1998: Mikó Béla (független)[4]
- 1998–2002: Minyóczki Bertalan (független)[5]
- 2002–2006: Feketéné Bisztrán Ilona Mária (független)[6]
- 2006–2010: Feketéné Bisztrán Ilona Mária (független)[7]
- 2010–2014: Feketéné Bisztrán Ilona Mária (Fidesz-KDNP)[8]
- 2014–2016: Oláh Lajos (független)[9]
- 2016–2019: Oláh Lajos (független)[10]
- 2019–2024: Oláh Lajos (független)[11]
- 2024– : Oláh Lajos (független)[1]

A településen 2016. július 24-én időközi polgármester-választást (és képviselő-testületi választást) tartottak, az előző képviselő-testület önfeloszlatása miatt. A választáson a korábbi polgármester is elindult, és meg is tudta erősíteni a pozícióját.

## Népesség
A település népességének változása:
| Lakosok száma | 155  | 151  | 182  | 187  | 172  | 203  | 211  |
|               | 2013 | 2014 | 2015 | 2021 | 2022 | 2023 | 2024 |

2001-ben a település lakosságának 58%-a magyar, 42%-a cigány nemzetiségűnek vallotta magát.
A 2011-es népszámlálás során a lakosok 99,3%-a magyarnak, 80,3% cigánynak mondta magát (a kettős identitások miatt a végösszeg nagyobb lehet 100%-nál). A vallási megoszlás a következő volt: római katolikus 6,8%, református 3,4%, görögkatolikus 7,5%, felekezeten kívüli 13,6% (68,7% nem válaszolt).
2022-ben a lakosság 88,4%-a vallotta magát magyarnak, 72,1% cigánynak, 1,2% bolgárnak, 0,6% szlovénnek, 0,6% egyéb, nem hazai nemzetiségűnek (11,6% nem nyilatkozott; a kettős identitások miatt a végösszeg nagyobb lehet 100%-nál). Vallásuk szerint 7,6% volt római katolikus, 2,3% református, 19,8% görög katolikus, 2,9% egyéb keresztény, 47,1% felekezeten kívüli (20,3% nem válaszolt).

## Nevezetességek
- Római katolikus és református temploma, valamint az I. világháború hősi halottainak emléket állító turul-emlékmű.

Református templomát kifosztották, berendezését ellopták, a templom belseje romokban hever.